# Estadi Al-Salam
L'Estadi Al Salam (àrab: ستاد السلام, Stād as-Salām, ‘Estadi de la Pau’), també conegut com Estadi Al Ahly WE Al Salam (àrab: ستاد الأهلي وي السلام, Stād al-Ahlī Wī as-Salām) pel seu patrocinador, és un estadi esportiu de la ciutat del Caire, a Egipte.
Té una capacitat per a 30.000 espectadors. Hi juguen com a local els clubs Al Ahly i El Entag El Harby. Va ser construït el 2009 i va ser seu de la Copa d'Àfrica de Nacions 2019.
El 4 de desembre de 2019, el club Al Ahly anuncià que havia adquirit l'estadi del Ministeri Egipci de Producció Militar per un període de 25 anys, fins al 2045.